# Rokytnice v Orlických horách

## Historia

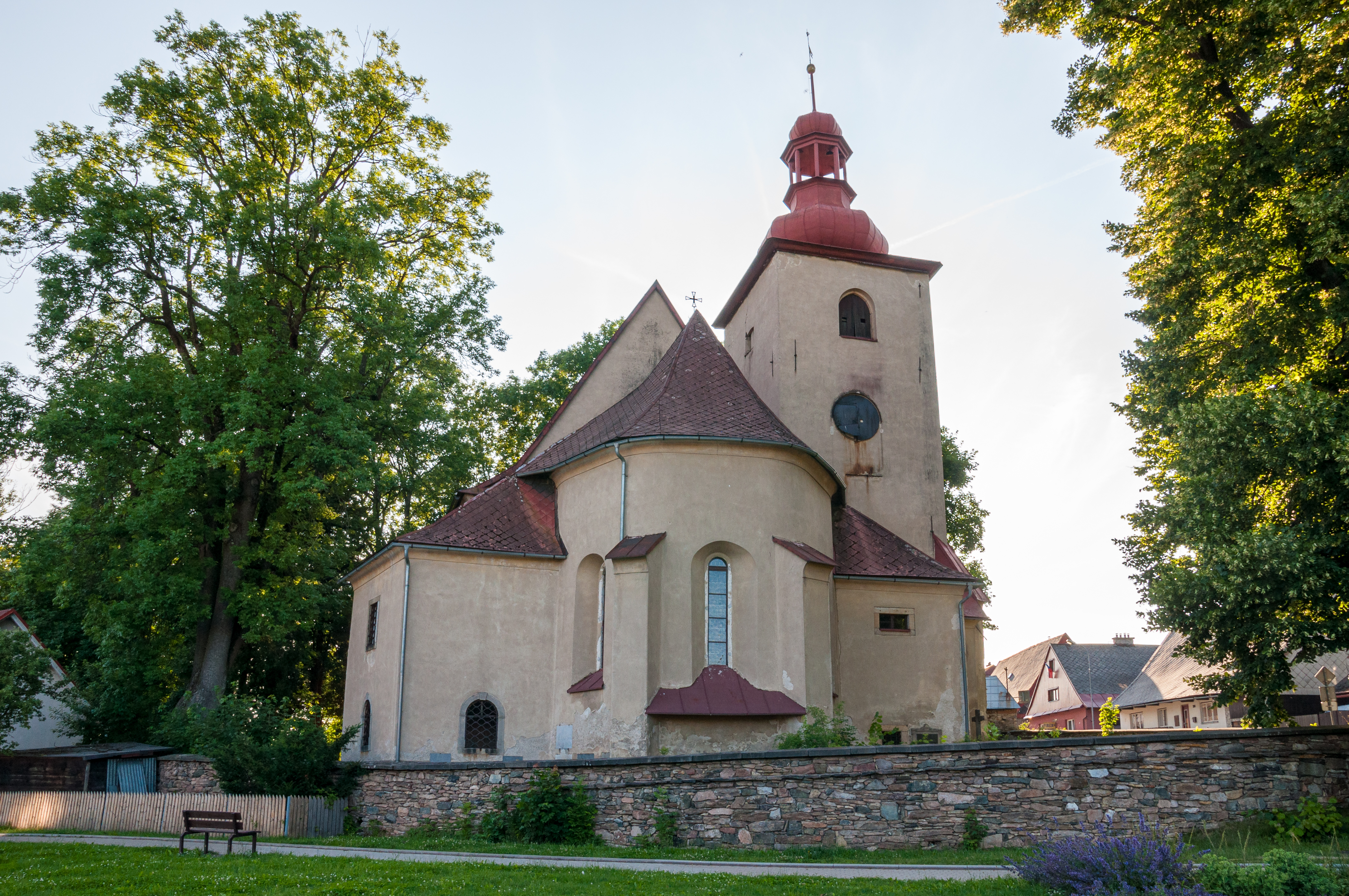
Vista de la Iglesia de la Santísima Trinidad en Rokytnice v Orlických horách.

La primera vez en la que aparece mencionado Roytnice fue en 1318, momento en el que aparece descrito como un poblado carbonero. El origen de su estatus como señorío independiente se sitúa en 1487, cuando se separó del señorío de Puagsiah.
En 1548, el linaje Lick de Rýzemburk compraron Rokytnice y empezaron a construir una fortaleza de agua en el sitio donde se encuentra hoy en día el castillo.
En 1567, el noble alemán Joachim Mauschwitz de Armenruh compró el señorío. Durante su gobierno empezó a prevalecer el elemento germánico debido a la llegada de los colonizadores alemanes. El patronímico Mauschwitz tenía la fama de señores conflictivos, pero también contribuyeron al desarrollo rápido de las artesanías y de los gremios en el señorío.
En 1627, Jan Mikuláš, un noble libre de Nostitz, compró el señorío. 
La dinastía de Nostitz influyó en el señorío hasta los años treinta del siglo XX. Contribuyó a la colonización siguiente del señorío, sobre todo construyendo poblaciones nuevas (Panské Pole, Julinčino údolí, Hanička, Hadinec) y desarrollando artesanías. En 1651 Otto de Nostitz concedió trece privilegios importantes al pueblo. Desde 1712 había también unas familias judías. El conde Nostitz permitió a los judíos establecer su propio cementerio, cuyos restos permanecen hasta hoy. También había una sinagoga. 
Durante toda esta época se hizo más numerosa la población alemana, lo que causó problemas sobre todo después del establecimiento de la República Checoslovaca en 1918.
No obstante, hasta la llegada al poder de Hitler en 1933, la convivencia trascurrió de manera tranquila. Sin embargo, a medida que crecía la influencia del nazismo, empeoró la situación. El tratado de Múnich de 1938 causó la anexión de toda la región al Imperio Alemán y casi toda la minoría checa abandonó la región. La devolución de Rokytnice se efectuó después del fin de la Segunda Guerra Mundial, cuando también se efectuó la deportación de la población alemana, basada en los decretos del presidente Beneš. A pesar de que la población que faltó fue siendo reemplazada por checo-hablantes provenientes del interior del país, nunca se alcanzó el nivel de población de los años anteriores a la guerra. Después de febrero de 1948, al igual que en todo el país, los comunistas asumieron el poder en el consejo local del comité nacional. La evolución hasta el año 1989 estuvo afectada por la ideología impuesta por la Unión Soviética, cuyos resultados, entre otros, fueron la devastación de la herencia cultural de la región y la decadencia del desarrollo del pueblo. Rokytnice se vio afectada seriamente por los acontecimientos del año 1968. Desde entonces fue ocupada por el ejército polaco, luego substituido por el ejército soviético. 
Después del año 1989 se negoció muy rápidamente el traslado del ejército ocupante, que se hizo efectivo en marzo de 1991.
Desde la década de 1990, Rokytnice viene haciendo esfuerzos por estimular el desarrollo de las empresas privadas y del turismo en toda la región.